# 배유가

배유가(1989년 9월 19일 - )는 대한민국의 소프트볼 선수이다. 일본 교토부 출신의 재일교포로 일본 소프트볼 1부리그에서 활약하다 한국으로 귀화를 하였다. 귀화전 이름은 에모토 유카 (江本優香)이고 그녀의 언니는 2008년 베이징 올림픽에서 일본 국가대표 투수로 출전해 금메달을 획득한 배내혜(일본명: 에모토 나호 江本奈穂)다. 2014 인천 아시안게임 한국 국가대표로 출전했다.